# Жан Орлеанский
Жан Пьер Клема́н Мари́ Орлеа́нский, герцог де Гиз (англ. Jean Pierre Clément Marie d'Orléans de Chartres, duc de Guise; 4 сентября 1874, Париж — 25 августа 1940, Лараш) — младший (третий) сын Роберта, герцога Шартрского (1840—1910), внук принца Фердинанда-Филиппа, герцога Орлеанского и правнук Луи-Филиппа I, короля Франции. Его мать Франсуаза Орлеанская (1844—1925) — дочь Франсуа Орлеанского, принца де Жуанвиль и принцессы Франсишки Бразильской.

## Биография
После смерти его кузена Филиппа VIII (1869—1926), герцога Орлеанского, претендента на трон Франции под именем Филиппа VIII, герцог де Гиз стал, по крайней мере для своих орлеанистских сторонников, номинальным королём Франции как Иоанн III.

### Брак и дети
В 1899 году принц Жан Орлеанский в Кингстоне-на-Темзе (Англия) женился на своей кузине Изабелле Орлеанской (1878—1961). Изабелла была младшей сестрой претендента на трон Филиппа VIII и дочерью Луи-Филиппа, графа Парижского и Марии Изабеллы Орлеанской.
Они имели четырёх детей:
- Изабелла (1900—1983), принцесса Орлеанская; первый раз вышла замуж в 1923 за Мари Эрве Жана Бруно, графа д’Аркур (1899—1930), затем в 1934 за Пьера Мюрата (1900—1948), принца Мюрата.
- Франсуаза (1902—1953), принцесса Орлеанская; вышла замуж в 1929 за принца Христофора Греческого и Датского (1888—1940), он был сыном короля Георга I Греческого и Ольги, королевы Греции. Они были родителями принца Михаила Греческого и Датского.
- Анна (1906—1986), принцесса Орлеанская; вышла замуж в 1927 за Амеадео Савойского (1898—1942), 3-го герцога Аостского.
- Анри (1908—1999), граф Парижский, орлеанистский претендент на трон Франции под именем Генриха VI.

Жан III умер в Лараше, Марокко, в 1940 году.